# Asztalitenisz a 2004. évi nyári olimpiai játékokon
Az asztalitenisz a 2004. évi nyári olimpiai játékokon az újkori olimpiák történetében ötödik alkalommal került a hivatalos programba. A hagyományos asztalitenisz-versenyszámok közül vegyespárosban nem rendeztek versenyt, így négy versenyszámban avattak olimpiai bajnokot.

## Éremtáblázat
| A 2004. évi nyári olimpiai játékok éremtáblázata asztaliteniszben | A 2004. évi nyári olimpiai játékok éremtáblázata asztaliteniszben | A 2004. évi nyári olimpiai játékok éremtáblázata asztaliteniszben | A 2004. évi nyári olimpiai játékok éremtáblázata asztaliteniszben | A 2004. évi nyári olimpiai játékok éremtáblázata asztaliteniszben | Olimpia  |
| ----------------------------------------------------------------- | ----------------------------------------------------------------- | ----------------------------------------------------------------- | ----------------------------------------------------------------- | ----------------------------------------------------------------- | -------- |
|                                                                   | Ország                                                            | Arany                                                             | Ezüst                                                             | Bronz                                                             | Összesen |
| 1.                                                                | Kína (CHN)                                                        | 3                                                                 | 1                                                                 | 2                                                                 | 6        |
| 2.                                                                | Dél-Korea (KOR)                                                   | 1                                                                 | 1                                                                 | 1                                                                 | 3        |
|                                                                   |                                                                   |                                                                   |                                                                   |                                                                   |          |
| 3.                                                                | Hongkong (HKG)                                                    | 0                                                                 | 1                                                                 | 0                                                                 | 1        |
| 3.                                                                | Észak-Korea (PRK)                                                 | 0                                                                 | 1                                                                 | 0                                                                 | 1        |
|                                                                   |                                                                   |                                                                   |                                                                   |                                                                   |          |
| 5.                                                                | Dánia (DEN)                                                       | 0                                                                 | 0                                                                 | 1                                                                 | 1        |
|                                                                   |                                                                   |                                                                   |                                                                   |                                                                   |          |
| Összesen                                                          | Összesen                                                          | 4                                                                 | 4                                                                 | 4                                                                 | 12       |

## Érmesek

### Férfi
| A 2004. évi nyári olimpiai játékok férfi érmesei asztaliteniszben |                                          |                                                                  |                                           |
| Versenyszám                                                       | Arany                                    | Ezüst                                                            | Bronz                                     |
| Férfi egyes                                                       | Ju Szungmin · Dél-Korea (KOR)            | Vang Hao (Wang Hao) · Kína (CHN)                                 | Vang Li-csin (Wang Liqin) · Kína (CHN)    |
| Férfi páros                                                       | Kína (CHN) · Csen Csi (Chen Qi) · Ma Lin | Hongkong (HKG) · Kou Laj-cák (Ko Lai Chak) · Léj Cíng (Li Ching) | Dánia (DEN) · Michael Maze · Finn Tugwell |

### Női
| A 2004. évi nyári olimpiai játékok női érmesei asztaliteniszben |                                                                 |                                        |                                                                |
| Versenyszám                                                     | Arany                                                           | Ezüst                                  | Bronz                                                          |
| Női egyes                                                       | Csang Ji-ning (Zhang Yining) · Kína (CHN)                       | Kim Hjangmi · Észak-Korea (PRK)        | Kim Gjonga · Dél-Korea (KOR)                                   |
| Női páros                                                       | Kína (CHN) · Vang Nan (Wang Nan) · Csang Ji-ning (Zhang Yining) | Dél-Korea (KOR) · I Unszil · Szog Unmi | Kína (CHN) · Kuo Jüe (Guo Yue) · Niu Csien-feng (Niu Jianfeng) |

## Magyar részvétel
Az olimpián Magyarországot három asztaliteniszező képviselte. Nem jutott a legjobb nyolc közé egyesben Bátorfi Csilla, Fazekas Mária és Tóth Krisztina, illetve párosban Bátorfi Csilla és Tóth Krisztina.